# 前田ケイ
前田 ケイ（まえだ けい、女性、1931年1月 - ）は、日本のソーシャルスキルトレーニング（SST）普及協会認定講師。ルーテル学院大学名誉教授。
日本心理劇学会理事、SST普及協会運営委員。

## 経歴
1955年、ハワイ州立大学社会学科卒業。1957年、コロンビア大学大学院ソーシャルワーク修士課程修了。
ルーテル学院大学大学院総合人間学研究科臨床心理学専攻教授を経て、現在名誉教授。
1988年より東京大学病院精神神経科デイホスピタルにおいて、障害者リハビリテーションの方法としてSSTを日本へ導入した。

## 受賞
- 2013年 キリスト教功労者受賞[1]

## 主な著作

### 著書
- 『SSTウォーミングアップ活動集 - 精神障害者のリハビリテーションのために』（金剛出版） 1999
- 『基本から学ぶSST ～精神の病からの回復を支援する～』（星和書店） 2013

### 翻訳
- 『ビレッジから学ぶリカバリーへの道 - 精神の病から立ち直ることを支援する』（M・レーガン、監訳、金剛出版） 2005

### ビデオ
- 『アクションメソッドを用いたグループ支援 - 見て学ぶSST』（中央法規出版） 2006